# Saison 2018 de l'équipe cycliste Manzana Postobón
La saison 2018 de l'équipe cycliste Manzana Postobón est la treizième de cette équipe.

## Préparation de la saison 2018

### Arrivées et départs
L'équipe enregistre un départ et deux arrivées durant l'intersaison. L'Espagnol Antonio Piedra, qui n'a plus couru depuis sa lourde chute au Tour de Catalogne en mars 2017, est le seul coureur à quitter l'équipe. Les deux recrues Fabio Duarte et Jordan Parra viennent de l'équipe EPM. Jordan Parra est un jeune sprinter qui pourra épauler Sebastián Molano. Fabio Duarte est plus expérimenté et a déjà été membre de l'équipe en 2010,.

## Coureurs et encadrement technique

### Effectif
| Cycliste            | Date de naissance | Nationalité | Équipe 2017      |  |
| ------------------- | ----------------- | ----------- | ---------------- |  |
| Hernán Aguirre      | 13 décembre 1995  | Colombie    | Manzana Postobón |  |
| Juan José Amador    | 20 avril 1998     | Colombie    | Manzana Postobón |  |
| Hernando Bohórquez  | 22 juin 1992      | Colombie    | Manzana Postobón |  |
| Jetse Bol           | 8 septembre 1989  | Pays-Bas    | Manzana Postobón |  |
| Fabio Duarte        | 11 juin 1986      | Colombie    | EPM              |  |
| Jhojan García       | 10 janvier 1998   | Colombie    | Manzana Postobón |  |
| Sergio Higuita      | 1er août 1997     | Colombie    | Manzana Postobón |  |
| Sebastián Molano    | 4 novembre 1994   | Colombie    | Manzana Postobón |  |
| Fernando Orjuela    | 4 novembre 1991   | Colombie    | Manzana Postobón |  |
| Juan Felipe Osorio  | 30 janvier 1995   | Colombie    | Manzana Postobón |  |
| Wilmar Paredes      | 27 avril 1996     | Colombie    | Manzana Postobón |  |
| Jordan Parra        | 19 avril 1994     | Colombie    | EPM              |  |
| Aldemar Reyes       | 22 avril 1995     | Colombie    | Manzana Postobón |  |
| Yecid Sierra        | 16 août 1994      | Colombie    | Manzana Postobón |  |
| Bernardo Suaza      | 28 novembre 1992  | Colombie    | Manzana Postobón |  |
| Ricardo Vilela      | 18 décembre 1987  | Portugal    | Manzana Postobón |  |
| Juan Pablo Villegas | 15 octobre 1987   | Colombie    | Manzana Postobón |  |

### Encadrement
Alejandro Restrepo est le nouveau manager de l'équipe. Il remplace Luisa Fernanda Ríos.

## Bilan de la saison

### Victoires
| Date         | Course                                    | Pays  | Classe | Vainqueur             |
| ------------ | ----------------------------------------- | ----- | ------ | --------------------- |
| 25 juillet   | 4e étape du Tour du lac Qinghai           | Chine | 2.HC   | Hernán Aguirre        |
| 27 juillet   | 6e étape du Tour du lac Qinghai           | Chine | 2.HC   | Hernán Aguirre        |
| 4 août       | Classement général du Tour du lac Qinghai | Chine | 2.HC   | Hernán Aguirre        |
| 4 septembre  | 2e étape du Tour de Xingtai               | Chine | 2.1    | Juan Sebastian Molano |
| 5 septembre  | 3e étape du Tour de Xingtai               | Chine | 2.1    | Juan Sebastian Molano |
| 9 septembre  | 2e étape du Tour de Chine I               | Chine | 2.1    | Juan Sebastian Molano |
| 15 septembre | Classement général du Tour de Chine I     | Chine | 2.1    | Juan Sebastian Molano |
| 18 septembre | 1re étape du Tour de Chine II             | Chine | 2.1    | Juan Sebastian Molano |

### Résultats sur les courses majeures
Les tableaux suivants représentent les résultats de l'équipe dans les principales courses du calendrier international dans lesquelles l'équipe bénéficie d'une invitation (les cinq classiques majeures et les trois grands tours). Pour chaque épreuve est indiqué le meilleur coureur de l'équipe, son classement ainsi que les accessits glanés par Manzana Postobón sur les courses de trois semaines.

#### Classiques
| Classique            | Milan-San Remo | Tour des Flandres | Paris-Roubaix | Liège-Bastogne-Liège | Tour de Lombardie |
| -------------------- | -------------- | ----------------- | ------------- | -------------------- | ----------------- |
| Coureur (classement) |                |                   |               |                      |                   |

#### Grands tours
| Grand tour           | Tour d'Italie | Tour de France | Tour d'Espagne |
| -------------------- | ------------- | -------------- | -------------- |
| Coureur (classement) |               |                |                |
| Accessits            |               |                |                |